# Ctenomyidae
Los ctenómidos (Ctenomyidae, del griego clasico κτείς (kteís), "peine", y μῦς (mûs), "raton") son una familia de roedores histricomorfos endémicos de América del sur. Incluyen un único género vivo (Ctenomys) y varios linajes extintos durante el Plio-pleistoceno. Se caracterizan por sus adaptaciones a la vida subterránea y una historia evolutiva compleja con una gran diversificación reciente.

## Taxonomía
La familia Ctenomyidae fue descripta en 1842 por René Primevère Lesson. Pertenece al orden Rodentia, suborden Hystricomorpha y superorden Caviomorpha, clado exclusivo de los roedores histricomorfos de América del sur. En este grupo, se clasifican en la superfamilia Octodontoidea, con cercanía filogenética a la familia Octodontidae.
Los ctenómidos se caracterizan por la presencia de especializaciones cráneo-dentales, esqueléticas y musculares asociadas a la vida subterránea. Actualmente, la familia cuenta con un único género viviente:
- Ctenomys Blainville, 1826

El género incluye más de 65 especies conocidas comúnmente como "tuco-tucos". Se considera uno de los géneros de mamíferos con mayor tasa de especiación.
Los principales géneros extintos, incluyen a:
- Eucelophorus Ameghino, 1908 – Plioceno–Pleistoceno de Argentina
- Actenomys Burmeister, 1888 – Plioceno de Argentina
- Megactenomys Rusconi, 1928 – Plioceno de Argentina
- Paractenomys Ameghino, 1908 – Plioceno de Argentina
- Praectenomys Villarroel, 1988 – Plioceno de Bolivia
- Xenodontomys Kraglievich, 1930 – Mioceno tardío de Argentina
- Protadelphomys Reig, 1958 – Mioceno temprano de Argentina
- Willidewu Verzi, 1991 – Mioceno temprano de Argentina
- Sallamys Ameghino, 1902 – Oligoceno tardío de Argentina

## Evolución
Las sinapomorfías de la familia como la masticación oblicua, la euhipsodoncia molar y la modificación del aparato auditivo y locomotor reflejan una evolución dirigida por presiones selectivas asociadas a la vida subterránea.
Los géneros Paractenomys y Megactenomys son actualmente considerados subgéneros o sinónimos del género Ctenomys.
Mientras que Sallamys, Willidewu y Protadelphomys son considerados formas basales de la familia. En contraste Xenodontomys, Praectenomys, Actenomys, y Eucelophorus corresponden a linajes modernos que se diversificaron durante el Plio-Pleistoceno en un contexto de enfriamiento climático y expansión de hábitats abiertos en América del Sur.
Durante el Pleistoceno tardío, el género Ctenomys experimentó un proceso de cladogénesis explosiva que originó la gran diversidad de especies conocidas en la actualidad.    